# 우산을 갖지 않는 개미들은
《우산을 갖지 않는 개미들은》(일본어: 傘をもたない蟻たちは)는 카토 시게아키의 단편집이다.

## 텔레비전 드라마
2016년 1월 9일부터 1월 30일까지 매주 토요일 23:40 ~ 24:05에 후지 TV 계열에서 방송되었다. 주연은 키리야마 렌.

### 캐스트
- 하시모토 준 (30) - 키리야마 렌 (중학 시절:코바야시 료타)
- 무라타 케이스케 (30) - 카토 시게아키 (NEWS) (중학 시절:이치카와 리쿠)
- 타테야마 (45) - 사카타 마사노부
- 나카무라 아미카 (23) - 아다치 리카
- 유키에 (25) - 와타나베 마이
- 아카츠 마이 (30) - 미나미사와 나오 (중학 시절:타케다 레나)
- 네즈지이 (70) - 류 라이타

### 스태프
- 원작 - 카토 시게아키 《우산을 갖지 않는 개미들은》 (KADOKAWA 간)
- 각본 - 오가와 마코토
- 주제가 - NEWS 〈빛의 물방울〉 (쟈니즈 엔터테인먼트)
- 편성 기획 - 하토리 켄이치
- 프로듀스 - 에모리 히로코
- 연출 - 코노 케이타
- 제작 - 후지 TV, 쿄도 TV

### 방송 일자
| 각 화                                     | 방송일         | 부제 | 시청률 |
| ----------------------------------------- | -------------- | ---- | ------ |
| 제1화                                     | 2016년 1월 9일 |      |        |
| 제2화                                     | 1월 16일       |      |        |
| 제3화                                     | 1월 23일       |      |        |
| 최종화                                    | 1월 30일       |      |        |
| (시청률은 칸토 지구·비디오 리서치사 조사) |                |      |        |